# Adam Heinrich Meißner
Adam Heinrich Meißner (auch Meisner oder Meissner; * 5. April 1711 in Schleiz; † 1782 in Plauen) war ein lutherischer Geistlicher und Philosoph.

## Leben
Meißner war Sohn eines Zimmermeisters. Er absolvierte das Schleizer Lyzeum, bevor er am 5. April 1531 an der Universität Jena immatrikuliert wurde. Sein Studium, unter anderem der Theologie, setzte er an der Universität Leipzig sowie an der Universität Göttingen fort. 1734 erhielt er dort den Magistergrad. Anschließend wurde er Informator im Haus des Superintendenten Alberti in Schleiz. Nach kurzer Zeit als Rektor in Mitau bestand er im August 1742 das Predigerexamen. Seine Ordination fand zwei Tage darauf, am 15. August 1742, statt.
Meißner wurde im August 1742 Pfarrer in Rödersdorf. Im Dezember 1743 wurde er Pfarrer in Mühltroff, im November 1747 Archidiakon und Stadtprediger in Plauen. Dort vertrat er als Vikar von August 1848 bis Januar 1849 den Superintendenten.
Meißner war Anhänger des Philosophen Christian Wolff. Sein zu dessen Schriften verfasstes Lexikon fand zu seiner Zeit positive Aufnahme. Auch verfasste er für das Mühltroffer Gesangbuch eine Einleitung unter dem Titel Von erbaulichen Liedern als einem Mittel der menschlichen Glückseligkeit. 1751 ernannte ihn die Deutsche Gesellschaft zu Göttingen zum Ehrenmitglied.

## Werke (Auswahl)
- Philosophisches Lexicon aus Christian Wolffs sämtlichen deutschen Schriften, Vierling, Hof und Bayreuth 1737 (Reprint Stern-Verlag Janssen, Düsseldorf 1970).
- De Cura Parentum Bonae Liberorum Educationi Impendenda Paucis Disserit Et Simul Viro Summe Reverendo Amplissimo Atque Doctissimo Joanni Martino Alberti, Weichenberger, Schleiz 1738.
- De mortuorum resurrectione sanae rationi non adversa, sed consentanea potius, ohne Jahr und Ort.